# R30 (België)
De R30 is de ringweg rond het centrum van de Belgische stad Brugge. Hij fungeert als stadsring en is ongeveer 8,75 km lang.
De ring volgt grotendeels het tracé van de oude vesten, behalve tussen de Boeveriepoort en de Bevrijdingslaan, waar hij over de bedding van de vroegere spoorlijn Brugge - Oostende/Zeebrugge/Knokke loopt. Aan de oost- en noordrand van de binnenstad loopt de weg parallel met de Ringvaart.
De R30 heeft voor het grootste deel 2x2 rijstroken; op enkele stukken zijn er echter een vijfde en zesde rijstrook voorzien voor busverkeer. De Sint-Pieterskaai bestaat dan weer uit een 2x1-weg voor doorgaand verkeer en een afgescheiden ventweg voor plaatselijk verkeer in westelijke richting.

## Straatnamen
De R30 heeft veel benamingen:
- het gedeelte tussen (1) en (3) heet Sint-Pieterskaai;
- het gedeelte tussen (3) en (4) heet Fort Lapin;
- het gedeelte tussen (4) en (5a) heet Buiten Kruisvest;
- het gedeelte tussen (5a) en (5b) heet Buiten de Kruispoort;
- het gedeelte tussen (5b) en (6) heet tot bijna halverwege Buiten Kazernevest en verder Buiten Boninvest;
- het gedeelte tussen (6) en (7) heet Buiten Gentpoortvest;
- het gedeelte tussen (7) en (9) heet Buiten Katelijnevest;
- het gedeelte tussen (9) en (11) heet Buiten Begijnenvest;
- het gedeelte tussen (11) en (12) heet Koning Albert I-laan;
- het gedeelte tussen (12) en (13) heet Hoefijzerlaan;
- het gedeelte tussen (13) en (14) heet Gulden-Vlieslaan;
- het gedeelte tussen (14) en (3) heet tot halverwege Koningin Elisabethlaan, verder Komvest, en het laatste stukje heet Walweinstraat;

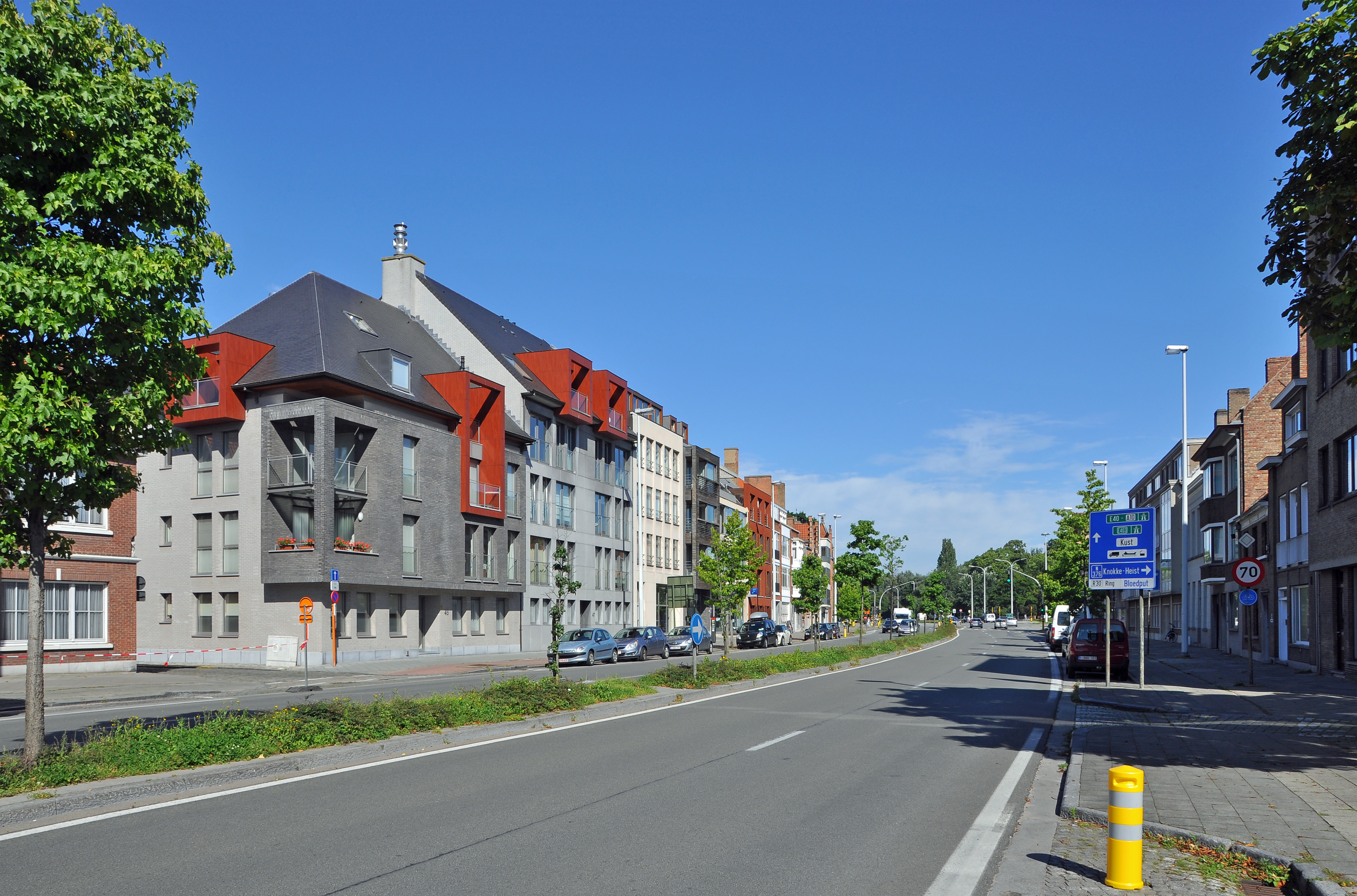
R30 ter hoogte van de Hoefijzerlaan.

R-wegen:
R0 · R1 · R2 · R3 · R4 (R4a · R4z) · R5 (R5a) · R6 · R7 · R8 · R9 · R10 · R11 (R11a) · R12 · R13 · R14 · R15 · R16 · R18 · R20 (R20a · R20b) · R21 (R21a · R21b · R21c · R21d) · R22 (R22a · R22z) · R23 (R23z) · R24 · R25 · R26 · R27 (R27a) · R30 (R30a · R30b) · R31 · R32 · R33 · R34 · R35 · R36 (R36z) · R40 (R40a) · R41 · R42 · R43 · R50 · R51 · R52 · R53 · R54 · R55 · R61 (R61a) · R62 · R70 · R71 · R72 · R73
N-wegen die (gedeeltelijk) een ringweg omvatten:
N1 · N3 · N4 · N6 · N7 · N8 · N9 · N13 · N17 · N27 · N27a · N28 · N29 · N31 · N32 · N34 · N35 · N36 · N37 · N38 · N39 · N41 · N44 · N46 · N47 · N49 · N50 · N55 · N60 · N60d · N70 · N71 · N72 · N73 · N75 · N76 · N78 · N80 · N81 · N82 · N90 · N92 · N113 · N153 · N203 · N203a · N390 · N405 · N416 · N441 · N473 · N498 · N556 · N700 · N712 · N712b · N717 · N722 · N725 · N748 · N750 · N769 · N967